# Mini Roadster
La Mini Roadster est une automobile de type cabriolet 2 places produite entre 2012 et 2015 par le constructeur germano-britannique Mini.

## La genèse: le Roadster Concept (2009)

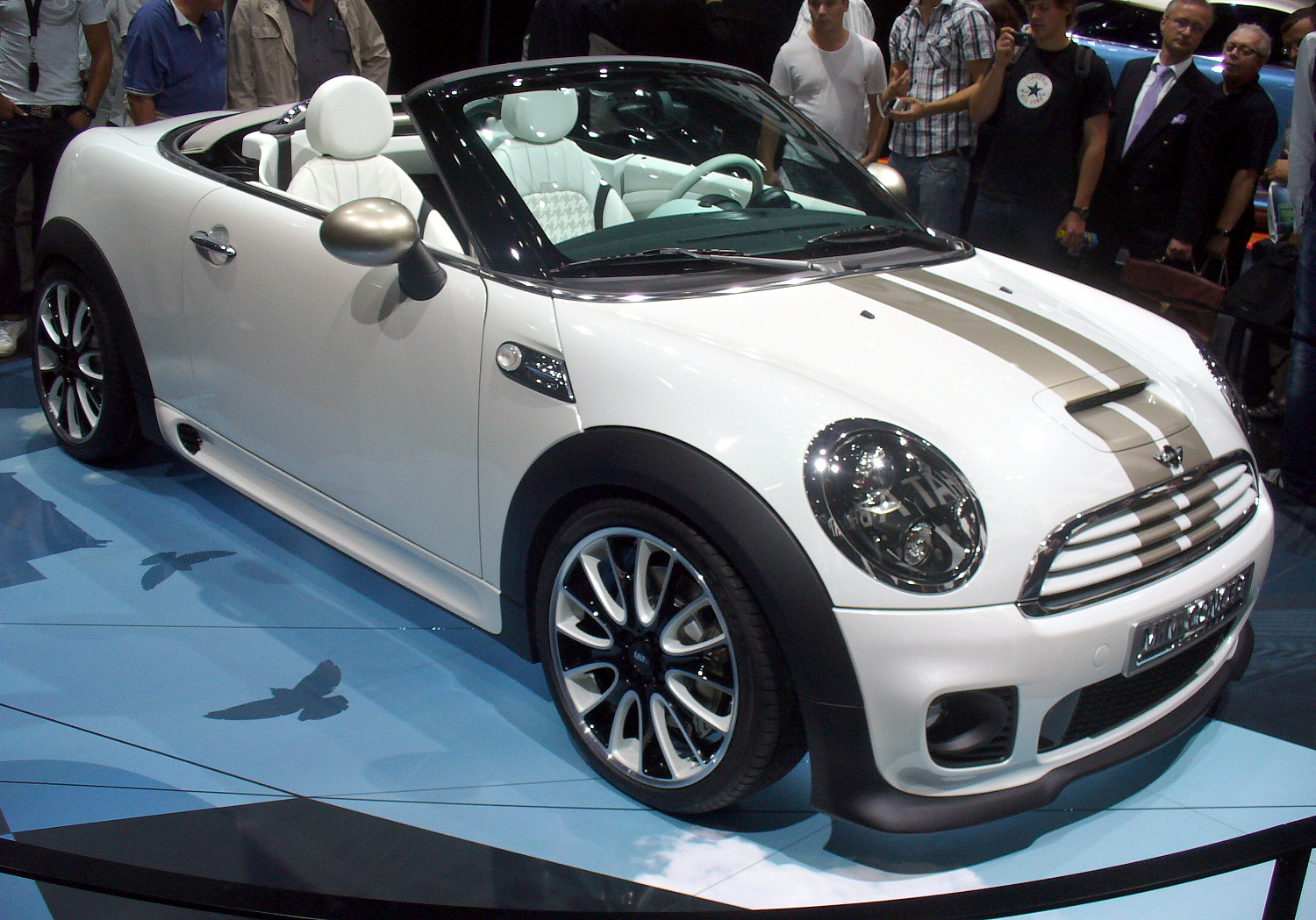
Mini Concept Roadster au salon de Francfort 2009 (Allemagne)

Dévoilée en même temps que sa sœur fermée au salon de l'automobile de Francfort en septembre 2009, le concept Mini Roadster présente une classique robe Pure Silver avec des doubles bandes centrales de capot et de malle arrière, ainsi que des coques de rétroviseurs de couleur bronze mat .
Doté d'une capote de couleur blanc-crème et du même kit carrosserie JCW que l'étude coupé, il ne présente pas non plus l'aileron mobile du modèle de série.
À l'inverse du Coupé, ses jantes ne sont que bicolores, noires laquées et blanches.
L'intérieur est plus zen, avec une sellerie en cuir blanc dont l'intérieur des sièges et les panneaux latéraux sont tressés de blanc et de gris bronzé.
La jante extérieure du volant est blanche, les applications décoratives étant noires laquées et l'ensemble du tableau de bord intégralement en cuir bicolore noir et blanc.

## La version de série
Il fallait bien un dérivé découvert du coupe Mini: c'est chose faite de façon officielle depuis le salon de Detroit de janvier 2012.
Sixième variante de l'offre Mini sur la base de la Mini II, cet objet hors-norme peut être considéré comme une interprétation moderne du concept de cabriolet sportif compact à deux places, soit la définition la plus proche du terme roadster: une stricte sportive deux places découvrable, dont le confort n'est pas forcément la priorité mais dont les sensations de conduite sont prioritaires. En relativisant puisqu'on reste bien loin des années 1950 - 1960.
L'histoire retiendra cependant qu'il s'agit du premier modèle Premium dans la catégorie des cabriolets compacts - citadins.
Les motorisations sont identiques au coupé, mais le coffre est réduit à 240 litres du fait de la présence de la capote qui se manipule manuellement en série. Capote en place, le roadster est 20 millimètres plus bas que la version cabriolet.

## Les Mini Roadster hors-série
Roadster Franca Sozzani (2012, exemplaire unique) créé pour le Life Ball 2012 et vendue aux enchères pour 54 000 €.